# ムツヘタ (小惑星)
ムツヘタ (2116 Mtskheta) は小惑星帯に位置する小惑星である。イギリス系デンマーク人の天文学者、リチャード・マーティン・ウェストがヨーロッパ南天天文台で発見した。
名前はジョージアの古都ムツヘタに因んで命名された。